# Авдюков, Михаил Алексеевич
Михаил Алексеевич Авдюков (род. 27 февраля 1948, Горьковская область) — прокурор Московской области с октября 1996 г. по февраль 2000 г., с 2000 года был прокурором Москвы, Государственный советник юстиции 2 класса, Почётный работник прокуратуры Российской Федерации, заслуженный юрист Российской Федерации.

## Биография
- После окончания школы работал учителем Полх-Майданской восьмилетней школы.
- В 1967 году поступил на юридический факультет Московского государственного университета им. М. В. Ломоносова.
- В 1972 году, после окончания университета, был направлен на работу в органы прокуратуры Московской области, начав с должности помощника Каширского городского прокурора.
- В 1976 году назначен Волоколамским городским прокурором.
- С 1981 по 1985 год возглавлял Истринскую городскую прокуратуру, затем был переведён в аппарат прокуратуры Московской области — заместителем прокурора,
- с 1987 года — первым заместителем прокурора Московской области.
- 1989 год — приказом Генерального прокурора СССР от 5 апреля 1989 назначен прокурором Сахалинской области.
- 15 февраля 1994 года переведен на должность начальника Управления по надзору за исполнением законов о федеральной безопасности и межнациональных отношениях Генеральной прокуратуры РФ.
- С 1995 года занимал должность заместителя транспортного прокурора города Москвы.
- С 11 октября 1996 года — прокурор Московской области.
- В 2000 года по 2003 год — прокурор города Москвы[1], на прощание, решением коллегии Генпрокуратуры РФ, бывшему прокурору Москвы Михаилу Авдюкову объявлен строгий выговор[2].
- 31 июля[3] 2003 года — советник Генерального прокурора Российской Федерации.

## Деятельность
Михаил Авдюков — чиновник не публичный: минимум интервью и телевизионных съемок. Биография стандартная, непредвиденных карьерных срывов не было.— НТВ, 2003
Несмотря на то, что журналисты НТВ определили биографию Авдюкова, как ничем непримечательную, а мэр столицы Юрий Лужков и генпрокурор Владимир Устинов ценили его за уступчивость, столичная деятельность Михаила Авдюкова неожиданно ознаменовалась затяжным конфликтом между Генпрокуратурой и Мосгорпрокуратурой. Сотрудники московской прокуратуры утверждали, что сам Авдюков и его ведомство «отказываются „по звонку с верху“ открывать и прекращать уголовные дела», что привело к противостоянию с командой генпрокурора Устинова и явилось причиной «добровольной» отставки Авдюкова и увольнения его заместителя Юрия Синельщикова, который вообще посмел писать Путину о «кульминации конфликта между городской и Генеральной прокуратурой». Вероятно, «неуправляемость» Авдюкова и привела к его отставке с поста прокурора Москвы, кроме этого, по мнению «Независимой газеты» нельзя исключать и объективные причины ухода прокурора Москвы — скандальные дела типа «оборотней в погонах» свидетельствуют о том, что прокурорский надзор за деятельностью правоохранительных органов поставлен, мягко выражаясь, не на требуемым уровне. Очевидно, что тишайший Михаил Алексеевич ввязался в противостояние прокуратур под влиянием своего зама, авторитетного прокурора Юрия Синельщикова, сам же Авдюков умудрился номинально остаться в советниках Устинова.